# 新塞利夫卡 (奧赫特爾卡區)
50°31′29″N 34°51′49″E / 50.52472°N 34.86361°E
新塞利夫卡（烏克蘭語：Новоселівка）是位於烏克蘭東北部的村莊，由蘇梅州奥赫蒂尔卡区的特羅斯佳內茨市鎮負責管轄。該村處於比拉河畔，距離布伊梅爾、斯克里亞吉夫卡和比爾卡1.5公里，海拔高度126米，2001年人口69。